# شبگرد جنگلی
شبگرد جنگلی (نام علمی: Caprimulgus indicus) نام یک گونه از تیره شبگردان است. این گونه در شبه‌قاره هند یافت می‌شود و اغلب در گوشه جنگل‌ها در هنگام غروب دیده می‌شود. پیش‌تر این پرنده را شبگرد خاکستری یا شبگرد جنگلی هندی می‌نامیدند و گاهی از این پرنده به عنوان یک زیرگونه شبگرد خاکستری آسیای شرقی (C. jotaka) نیز یاد می‌کنند.

## ویژگی‌های ظاهری

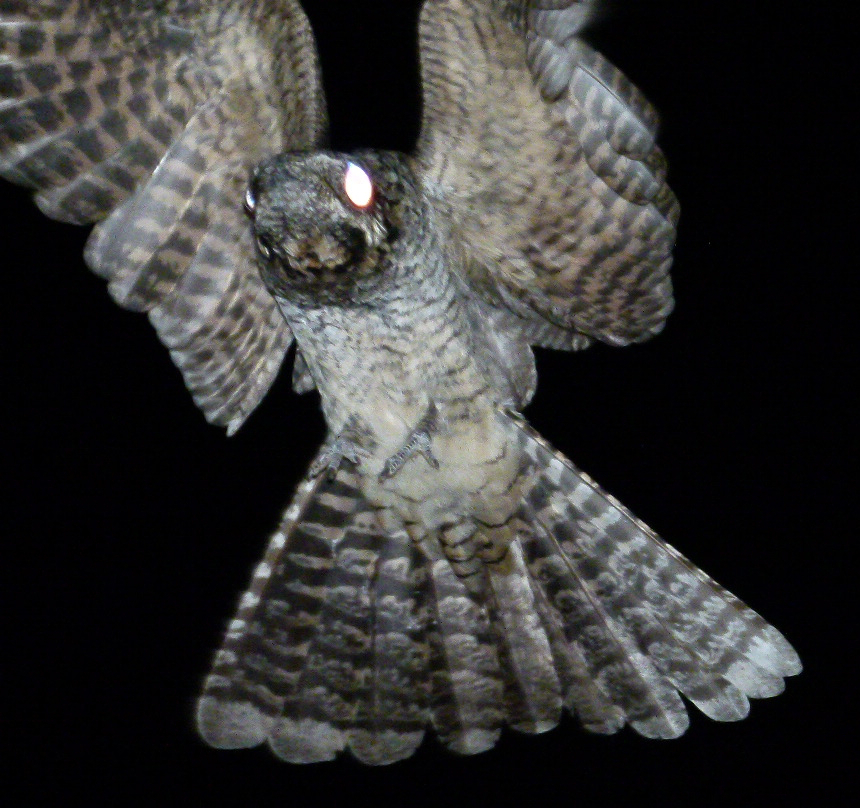
یک شبگرد جنگلی در حال پرواز

شبگرد جنگلی بالغ حدود ۲۱ تا ۲۴ سانتی‌متر طول دارد و جمعیت سریلانکا (ssp. kelaarti) برای این پرنده‌ها کوچکتر هم می‌باشد. شبگرد جنگلی عمدتاً خاکستری با رگه‌های سیاه روی سر خود می‌باشد و اغلب فاقد لکه‌های آشکار روی بال‌ها است. دم، مایل به خاکستری رنگ است و با نوارهای سیاه و باریک، رنگ‌ها به خوبی از هم جدا شده‌است. در نرها اغلب زیر گلو لکه سفیدی دیده می‌شود که در وسط از هم جدا شده‌اند. ماده دارای لکه‌های گلو و رگه‌هایی زیر نوک خود می‌باشد.

## رفتار
شبگرد جنگلی در هنگام غروب، اغلب بر روی چمنزارهای تپه‌ها یا بوته‌ها فعالیت می‌کند و به‌طور منظم در دره‌ها، صخره‌ها یا بر روی شاخه درختان می‌نشیند. فصل تولید مثل در هند اواسط دی تا تیر ماه (ژانویه تا ژوئن) و در سری‌لانکا اواسط اسفند تا مرداد ماه (مارس تا جولای) است. لانه این پرنده روی زمین ساخته می‌شود که اغلب دو تخم در آن گذاشته می‌شود. هر دو والدین تخم‌ها را برای حدود ۱۶ تا ۱۷ روز نگهداری می‌کنند تا جوجه‌ها از تخم‌ها بیرون بیایند.